# Csatár Imre
Csatár Imre (Budapest, 1918. szeptember 19. – 2003. július 18.) magyar újságíró. Tíz évig a MÚOSZ olvasószerkesztők és nyelvvédők szakosztályának társelnöke volt.

## Életpályája
Csatár Aladár tanár és Hoffmann Anna (1892–1971) fiaként született. Pécsről származó apja 1904-ben magyarosította családnevét Biensteinről Csatárra. Műszaki hivatalnokként dolgozott az államvasutaknál, azonban a tanácsköztársaságban betöltött szerepe miatt elbocsátották állásból. Ezután szerény anyagi körülmények között éltek; úgy mint vagonlakók, majd Vácra, s végül Budapestre költöztek.
Csatár Imrének három fiútestvére volt, akik közül egyet betegség folytán vesztett el, egy másik a holokauszt áldozata lett, a harmadik újságíróként dolgozott és 1957-ben hunyt el. Középiskolai tanulmányait 1928 és 1932 között az Újpesti Magyar Királyi Állami Könyves Kálmán Reálgimnáziumban végezte. Újpesten bekapcsolódott a földalatti kommunista mozgalomba, amiért 1940-ben kilenc hónapra ítélték. Szabadulása után megkapta SAS-behívóját; 1941 és 1943 között munkaszolgálatot teljesített. 1944-ben újból behívták és a keretlegények nyugat felé hajtották. 1945 februárjában megszökött. Apját szintén behívták munkaszolgálatra, de ő nem tudott hazatérni.
1945-ben a Szabadság, 1945–1946-ban pedig a Szabad Nép munkatársa volt. 1946–1951 között a Győri Újság, illetve a Győr megyei Hírlap szerkesztőjeként dolgozott. 1951-ben végzett az Eötvös Loránd Tudományegyetem Bölcsészettudományi Karán. 1951–1956 között a Szabad Ifjúság főszerkesztő-helyettese, majd főszerkesztője volt. 1956 júniusában részt vett a Petőfi Kör tüntetésbe torkolló sajtóvitáján, s ezután többször kihallgatták. 1957-től a Magyar Nemzet olvasószerkesztője, 1991-ben a szerkesztőbizottság tagja volt. 1979–1990 között az Édes Anyanyelvünk című lapot is szerkesztette.

### Magánélete
1947-ben házasságot kötött Hornyacsek Magdolnával. Egy lányuk született; Zsuzsanna (1949).

## Díjai, elismerései
- Rózsa Ferenc-díj (1979)
- Aranytoll (1993)
- Joseph Pulitzer-emlékdíj (1993)
- A MÚOSZ örökös tagja (1998)

## Művei
- Az ifjúság problémái sajtónkban; Magyar Újságírók Országos Szövetsége, Budapest, 1953 (Újságírók szakmai előadásai és vitái)
- Útközben (karcolatok); Szépirodalmi, Budapest, 1976